# 나침반자리
나침반자리(羅針盤-,Pyxis [pɪksɪs])는 남반구의 작은 별자리이다. 나침반을 ‘컴퍼스(compass)’라고 부르기도 하지만, 컴퍼스자리(Circinus)와는 서로 다른 별자리이다.

## 별과 천체
- 나침반자리 알파: 알 수무트라고도 한다. 지구로부터 1,200 광년 떨어져 있다.
- NGC 2627, NGC 2818은 각각 8.4등급, 8.2등급의 산개성단이다.

## 역사

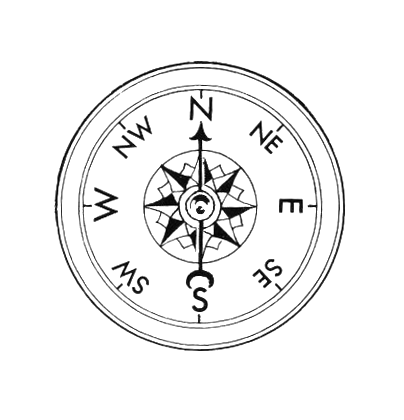
나침반

나침반자리는 아르고자리에서 나눠진 별자리로, 니콜라 루이 드 라카유의 성도에 처음으로 등장했다. 아르고자리는 고대 그리스 신화에 등장하는 아르고 호를 상징하지만, 고대 그리스인들은 나침반을 사용하지 않았다.
아르고자리에서 나뉜 다른 별자리와는 달리 독자적인 바이어 번호 체계를 가지고 있다.

## 신화
나침반자리는 아르고자리가 상징하는 아르고 호의 돛대 끝에 있는 나침반에 해당된다.